# South Park The Streaming Wars Part 2
«South Park The Streaming Wars Part 2» (titulado como «South Park: las guerras del streaming Parte 2» en Hispanoamérica) es un episodio especial de televisión de comedia animada para adultos estadounidense de 2022 escrito y dirigido por Trey Parker. Es el cuarto especial de televisión de South Park y el episodio 319 en general de la serie de televisión, y fue lanzado en Paramount+ el 13 de julio de 2022.

## Trama
En medio de las guerras por las corrientes de agua, la sequía en South Park ha empeorado significativamente. En la corte, Eric Cartman demanda a su madre Liane, lo que obliga a Stan Marsh, Token Black, Butters Stotch y Kyle Broflovski a testificar sobre cómo Cartman usó el dinero que ganaron para pagar sus implantes mamarios; el caso finalmente se desestima. En otra parte, Randy Marsh se despierta en un banco, rodeado de espectadores temerosos. La policía tranquiliza a Randy y lo transporta al hospital, donde el detective Harris le explica que se volvió «completamente nuclear Karen». Mientras tanto, Token busca en la casa abandonada del difunto Robert Cussler pistas sobre su padre desaparecido, Steve. Cuando le cuenta a Cartman sobre la muerte de Cussler, Cartman supone que Token está teniendo sexo con Liane, creyendo que es por eso que ella se enfrenta a Cartman.
En una reunión del consejo de la ciudad de Denver, Pi Pi propone que su plataforma de lanzamiento tenga su parque acuático, y posteriormente todo Colorado, funcione completamente con orina. Su servicio está respaldado por celebridades que promovieron las criptomonedas y las NFT. Mientras tanto, un arrepentido Randy abandona su negocio de cultivo de marihuana y reanuda su profesión de geología, en busca de una solución a la sequía. Cuando Denver está a punto de encargar el servicio de Pi Pi, Randy llega y propone construir una planta desalinizadora, que Denver acepta. Enfurecido, Pi Pi ordena a su personal, incluido ManBearPig, para deshacerse de Randy. Posteriormente, Cartman y Butters espían a Token en su casa; cuando este los confronta, Cartman revela su investigación sobre la sequía. Los tres chicos le cuentan a Harris sobre su investigación; Harris, creyendo que Steve está detrás de la sequía, revela que es probable que ManBearPig esté siendo explotado porque teme por su pareja, PigBearGirl; y su descendencia, Chuck Chuck. Cuando Harris revela una foto de Steve en el parque acuático, los chicos se dan cuenta de que debe estar allí. Steve recupera el conocimiento en una alcantarilla; al darse cuenta de su herida remendada, se da cuenta de que PigBearGirl y Chuck Chuck lo atendieron.
La construcción de la planta desalinizadora comienza cuando Randy se da cuenta de que habrá un problema al transportar el agua salada cuesta arriba hasta la planta. Mientras Cartman, Butters y Token examinan el parque acuático, localizan una entrada para empleados cerca del tobogán de agua que se ve en la foto de Harris. En el interior, descubren a Chuck Chuck antes de ser atrapado por la seguridad. Pi Pi les cuenta a los chicos sus planes para que todos inviertan en su servicio de orina y eliminen a los niños. Harris visita a Linda Black en Credigree Weed y le revela su intención de matar a Steve si lo busca, mientras Steve escucha a escondidas su conversación. Randy recibe una llamada de sus compañeros de trabajo de que ManBearPig, conocido como «cambio climático», ha destruido la planta, presumiblemente en busca de Randy. Steve se reencuentra con Randy y le advierte el plan de Pi Pi. La familia de Randy lo convence de volver a su personalidad de «Karen», usando una variedad de marihuana que Sharon había guardado.
Mientras Pi Pi filma su último comercial, Randy (actuando como una «Karen») se abre camino en el parque acuático y revela el plan de Pi Pi a todos los presentes. La distracción permite que los niños escapen con la ayuda de Chuck Chuck y PigBearGirl. Tolkien y ManBearPig se reúnen con sus respectivas familias. Ahora libre del control de Pi Pi, ManBearPig lo decapita. Randy convence a Cartman y a otras mujeres con implantes mamarios de drenar sus implantes de solución salina y alimentar la planta desalinizadora. La planta restaura el agua en el área de Denver cuando ManBearPig y su familia regresan al bosque. Cuando Linda sugiere que deben matar a Chuck Chuck antes de que termine como su padre, Stan sugiere que la gente se acerque a él, pero Randy lo descarta e invita a todos a fumar marihuana.

## Reparto
- Trey Parker como Stan Marsh, Eric Cartman, Randy Marsh, Pi Pi, Detective Harris, Stephen Stotch, Bill Keegan, Matt Damon, Gwyneth Paltrow, Larry David, LeBron James, PiPi+ Announcer 1, News Reporter
- Matt Stone como Kyle Broflovski, Butters Stotch, ManBearPig, Peter Nelson, Tom Brady
- April Stewart como Sharon Marsh, Liane Cartman, Shelly Marsh
- Adrien Beard como Token Black, Steve Black
- Kimberly Brooks como Linda Black, Reese Witherspoon, Naomi Osaka, PiPi+ Announcer 2, PiPi's Urineworld Announcer
- Neyla Cantú como PigBearGirl
- Betty Boogie Parker como Chuck Chuck

## Desarrollo
El 5 de agosto de 2021, Comedy Central anunció que Parker y Stone habían firmado un contrato de 900 millones de dólares para extender la serie a 30 temporadas hasta 2027 y 14 largometrajes, exclusivos de la plataforma de transmisión Paramount+. Finalmente se confirmó que se lanzarían como dos películas por año. Parker y Stone afirmarían más tarde que los proyectos no serían largometrajes y que fue ViacomCBS quien decidió anunciarlos como películas.
«Streaming Wars Part 2» se anunció con su fecha de lanzamiento y sinopsis el 29 de junio de 2022.

## Recepción de la crítica
Spencer Legacy con Comingsoon.net calificó el episodio con un 9 sobre 10, que el sitio equipara a «excelente», y declaró en el resumen de su reseña que el episodio «es un gran paso adelante desde la primera parte, presentando una mezcla de tanto comentarios agudos como gags estúpidos pero divertidos. Randy tenía un arco prolijo que los fanáticos de la vieja escuela apreciarán, y ninguna celebridad se salvó de la ira hilarante de South Park. Ya sea que tengamos otro especial o la próxima temporada 26, el programa está en un buen lugar, lleno de oportunidades para historias tontas y golpes de actualidad. Incluso si no te gustó la primera parte de 'The Streaming Wars', te recomiendo que veas la Parte 2, ya que es una explosión divertida de la comedia clásica de South Park».
David Pierce, de The Verge, disfrutó especialmente del asado de celebridades del episodio que han respaldado las criptomonedas y las NFT en los comerciales, afirmando que «Matt Damon, haciendo ese comercial 'Fortune Favors The Brave' para Crypto.com, pasará a la historia como una de las mejores cosas que nunca le pasó a South Park... El programa se ha estado burlando de las criptomonedas, Damon y esa frase desde entonces. Pero con «South Park The Streaming Wars Part 2», que acaba de llegar a Paramount Plus, las bromas criptográficas del programa alcanzaron un nuevo nivel».
John Schwarz de Bubbleblabber.com calificó el episodio con un 9 sobre 10, señalando cómo disfrutaba particularmente los lanzamientos de especiales de animación para adultos en Paramount+. Afirmó en su reseña: «En los últimos 45 días, Paramount+ ha intercalado dos películas de South Park con una nueva película de Beavis y Butt-Head en el medio carnoso, haciendo de este el verano lleno de eventos más gratificante hasta ahora para la animación para adultos. No sé si llegarán más ofertas especiales al final del verano a partir de este escrito, pero me encanta este intercambio entre Mike Judgey y Matt/Trey, ya que está haciendo que ambos campos creativos presenten sus mejores cosas. Por estúpido que sea que Cartman tenga tetas en 'South Park The Streaming Wars Part 1', es igualmente tonto que Beavis y Butt-head sean enviados al espacio. 'South Park The Streaming Wars Part Two' responde con un tour de force lleno de orina que tendrá a la gente hablando durante semanas...justo a tiempo para que Paramount+ nos golpee con otro especial de comedia animada para adultos de algún tipo».